# Ніжинський дует баяністів

Ніжинський дует баяністів, січень 2006 року

«Ніжинський дует баяністів» — музичний колектив з міста Ніжина, створений у 1986 році. У його складі — заслужені артисти України Володимир Гранлісович Дорохін та Микола Олександрович Шумський, доценти кафедри інструментально-виконавської підготовки Ніжинського державного університету імені Миколи Гоголя.

## З біографії колективу
Володимир Дорохін —- випускник Воронезького інституту мистецтв; Микола Шумський — випускник Київської консерваторії (нині — Національна музична академія України ім. П. І. Чайковського).
У 1993 році М. Шумський і В.Дорохін закінчили асистентуру — стажування при Київській консерваторії імені П. І. Чайковського по класу ансамблю у проф. М. І. Ризоля і по класу сольного виконавства у проф. В. В. Бесфамильного та І. А. Яшкевича.
За 24 роки плідної творчої діяльності «Ніжинський дует баяністів» увійшов до когорти провідних інструментальних ансамблів України, має власний унікальний репертуар, самобутній сценічний імідж, усталений авторитет у музичних колах та стабільні виконавські показники.
За цей період у фонд Національної радіокампанії України записав ряд творів українських та зарубіжних композиторів, брав участь у відеозапису телепрограм («Пісні воєнних років», «Твори М.Різоля», «Авторський ювілейний вечір народного артиста України, професора М.Різоля»), у передачах Національного телебачення Киргизстану. Музична громадськість Києва систематично знайомиться із новими здобутками дуету у провідних концертних залах столиці України — Національній опері України, Національній філармонії України, Національному палаці мистецтв «Україна», у Національній музичній академії України імені П. І. Чайковського.
Ніжинський дует баяністів вперше в Україні репрезентував програму духовної музики (хорових концертів українського бароко А. Веделя, Д.Бортнянського, М.Березовського) у власній транскрипції для дуету багатотембрових баянів.

## Творчі здобутки
- «Гран-Прі» на I Міжнародному конкурсі баяністів та акордеоністів «Акорди Львова» (м. Львів, 2006);
- Перша премія та звання лауреата Міжнародного конкурсу дуетів баяністів і акордеоністів (м. Москва, 2005);
- Перша премія та звання лауреата Міжнародного конкурсу баянних ансамблів (м. Бішкек, 1992);
- Друга премія та звання лауреата V Міжнародного конкурсу «Грай, баян» (м. Ржев, 2005);
- звання лауреата Міжнародного фестивалю слов'янської музики (м. Харків, 2006).

## Гастрольні подорожі
Ансамбль неодноразово репрезентував українське музичне мистецтво: під час виїздів на гастролі в країни ближнього та дальнього зарубіжжя (Німеччина, Австрія, Польща, Росія, Киргизстан, Башкортостан, Білорусь), а також по містах України (Харків, Львів, Чернігів, Полтава, Запоріжжя, Одеса, Луганськ, Севастополь, Євпаторія, Суми, Кременчук та інші), у багатьох культурно-мистецьких акціях: Дні Української культури в Баварії (1994), «Марш миру» (1997, 1998), Дні культури Болгарії в Україні (1997), «Молодь за майбутнє України» (1999), Дні української культури в Росії (м. Москва, 2002), на Міжнародних та Всеукраїнських музичних фестивалях: Бішкек (Киргизстан) (1992, 2002), Менінген (Німеччина) (1994), Санок (Польща) (1998), Ржев (Росія) (2005), Хімки (Росія) (2005), Запоріжжя (1994), Київ (1994, 1999, 2004, 2005), Луганськ (2005), Харків (2006).